# Jeanne Duval

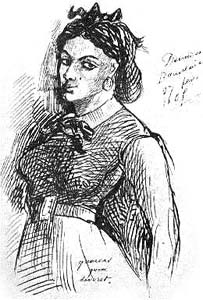
Jeanne Duval door Charles Baudelaire, 1850.

Jeanne Duval was de minnares van de Franse dichter Charles Baudelaire. Er is weinig bekend over deze mulattin die vanaf 1842 in het leven en het oeuvre van Baudelaire spookte. Baudelaire leerde haar kennen na zijn opgelegde reis naar Frans Indië. Ze woonde in de Rue de la Femme-Sans-Tête en was actrice in een klein theater. Charles en Jeanne begonnen een stormachtige, levenslang durende relatie die de inspiratie zou vormen voor talloze gedichten, waarvan Le Serpent qui danse en Parfum exotique de bekendste zijn. 
Voor Charles was Jeanne zowel engel als demon, de perfecte incarnatie van de femme fatale, een verleidster die gevaarlijk is, ontrouw en die de ziel verontrust van de dichter die gevangen zit in een zinnelijke passie waar hij volkomen afhankelijk van is.